# Balls of Steel
Balls of Steel é um programa de televisão do canal inglês Channel 4, apresentado por Mark Dolan, onde seus convidados produzem façanhas para ganhar, com a votação do público, o troféu Balls of Steel.

## O programa
Existem no total doze participantes no programa. Em cada episódio apenas seis são convidados para participar. No final das demonstrações dos seis participantes, os público elege, apertando em um teclado, no seu participante favorito, o que tiver mais votos ganha o troféu "Balls of Steel".

## Os actores
| Ator(es)                                | Nome do seguimento     | Nome em português       | Sobre | Temporada |
| --------------------------------------- | ---------------------- | ----------------------- | --- | --------- |
| Alex Zane                               | Alex Zane's… Game      | Jogo… de Alex Zane      | Apresenta um programa falso de perguntas e respostas onde os participantes levam desvantagens e são trapeceados descaradamente por outros candidatos.                                                                                       | 1ª        |
| Thaila Zucchi                           | Bunny Boiler           | A Safadinha             | Flerta os homens na frente de suas namoradas para provocar reações de raiva e ciúme nelas. | 1ª        |
| Michael Locke e Matthew Pritchard       | Pain Men               | Os Homens Cruéis        | Testam dores extremas em seus corpos com a ajuda de objetos perigosos do dia-a-dia, como dardos, garrafas, ratoeiras, grampeadores, carteiras, e até mesmo cortadores de grama.                                                             | 1ª        |
| Chris Stapp                             | Randy Campbell         | Randy Campbell          | Auto-proclamado o maior dublê da Nova Zelândia, realiza desafios à morte como ser lançado de um canhão, saltar dois carros com uma bicicleta ou pular um carro em movimento. Tais façanhas poucas vezes saem bem, graças à equipe de Randy. | 1ª        |
| Olivia Lee                              | Prank TV with Miss Lee | TV Pegadinha            | Faz piadas com celebridades, utilizando por exemplo: um microfone que espirra água, um microfone-consolo e até mesmo um microfone com uma indicação ofensiva 'escondida' para a vítima.                                                     | 1ª        |
| Barrie Hall (anteriormente Jason Attar) | The Annoying Devil     | O Diabo Chato           | Veste uma fantasia de dêmonio e irrita as pessoas na rua, atrapalhando seus trabalhos e atividades. | 1ª        |
| Neg Dupree (pronunciado como "Nedge")   | Neg's Urban Sports     | Esportes Urbanos do Neg | Pratica "esportes urbanos" inventados por ele mesmo, como correr dos guardas de segurança, pular nas pessoas por trás, jogar sanduíches nas pessoas pela rua, entre outros.                                                                 | 1ª        |
| Eric Page                               | Big Gay Following      | Gay Fortão Ataca        | Pede para homens no meio da rua para ter relações sexuais com ele. | 1ª        |
| Toritseju Okorodudu (Toju)              | Militant Black Guy     | O Militante Negro       | Desconforta as pessoas ao acusarem de ser racistas, ao usarem expressões que citam os negros, como 'Floresta Negra' e 'Buraco Negro', ou vantagens dos brancos sobre os negros, como o fato de as peças brancas começarem o jogo de xadrez. | 1ª        |
| Andrew Clover                           | The Naked Man          | O Nudista               | Anda pela Inglaterra nu, promovendo a Livre Expressão. | 1ª        |
| Dawn Porter                             | The Man Tester         | Testadora de Homens     | Ao conversar com um homem que ela conhece em algum lugar, ela o põe em uma situação embaraçosa para testar seus valores morais, como atender uma chamada de Tele-Sexo na frente dele ou andar com as pernas tortas.                         | 1ª        |
| Ross Lee                                | The World's Worst      | O Pior do Mundo         | Realiza algum trabalho (como por exemplo, taxista ou barman) da pior forma possível. | 1ª        |
| Tim Shaw                                | Mr. Inappropriate      | Senhor Inconveniente    | Faz coisas inapropriadas, como ensinar palavrões a estrangeiros, vender janelas de madrugada e flatular em uma galeria de arte. | 2ª        |
| Jenni Davies                            | Penis Fly Trap         | A Castradora            | Acusa os homens de assédio ao tentarem ajudá-la. | 2ª        |
| Tony Parsons e Kelly Burgess            | The Fuckers            | Os Tarados              | Simulam atos sexuais em público ou lugares inapropriados, como em um carro, em uma vitrine e até mesmo em um cinema. | 2ª        |
| Jonathan Goodwin                        | Escapologist           | O Escapologista         | Simula fugas perigosas com a ajuda de seu pai. | 2ª        |

## Terceira temporada
| Ator                     | Nome do segmento     | Sobre |
| ------------------------ | -------------------- | --- |
| Scott McGary             | Nob Jockey           | Pula sobre homens na rua e faz danças eróticas para eles.                                                                        |
| Laurence Rickard (Larry) | The Bastard in Black | Um juiz de futebol americano que é posto em jogos oficiais, atrapalhando-os o máximo possível.                                   |
| Carla Lynch              | Scummy Mummy         | Fingindo-se de grávida (ou com um bebê no colo), faz coisas inapropriadas para seu estado, como beber ou dar cigarros à criança. |

## Vencedores
1ª Temporada
- Episódio 1: Alex Zane
- Episódio 2: The Annoying Devil
- Episódio 3: The Pain Men
- Episódio 4: Toju the Militant Black Guy
- Episódio 5: Bunny Boiler
- Episódio 6: Olivia Lee
- Episódio 7: The Annoying Devil

2ª Temporada
- Episódio 1: Neg's Urban Sports
- Episódio 2: Big Gay Following
- Episódio 3: Toju The Militant Black Guy
- Episódio 4: The Fuckers
- Episódio 5: Olivia Lee
- Episódio 6: The Annoying Devil

## Transmissão internacional
Além da Inglaterra, o programa é exibido no Brasil e na América Latina pelo canal Sony Entertainment Television, também é transmitido na Nova Zelândia, pelo canal TVNZ, e em Portugal no canal SIC Radical.